# Atta (gènere)
Atta és un gènere de formigues de la subfamília dels mirmicins (Myrmicinae) pròpies d'Amèrica. Juntament amb Acromyrmex formen les formigues talladores de fulles (tribu Attini).
Atta és un dels gèneres més espectaculars de formigues, amb colònies que poden ultrapassar el milió d'individus. Són formigues grans, amb reines que poden assolir, sense incloure-hi les ales, els 2,5 cm de longitud; aquestes reines serveixen com a aliment humà.

## Taxonomia
El gènere Atta inclou 15 espècies:
- Atta bisphaerica Forel, 1908
- Atta capiguara Gonçalves, 1944
- Atta cephalotes Linnaeus, 1758
- Atta colombica Guérin-Méneville, 1844
- Atta cubana Fontenla Rizo, 1995
- Atta goiana Gonçalves, 1942
- Atta insularis Guérin-Méneville, 1845
- Atta laevigata F. Smith, 1858
- Atta mexicana F. Smith, 1858
- Atta opaciceps Borgmeier, 1939
- Atta robusta Borgmeier, 1939
- Atta saltensis Forel, 1913
- Atta sexdens Linnaeus, 1758
- Atta texana Buckley, 1860
- Atta vollenweideri Forel, 1893